# Institut de philosophie de l'Académie des sciences de Russie

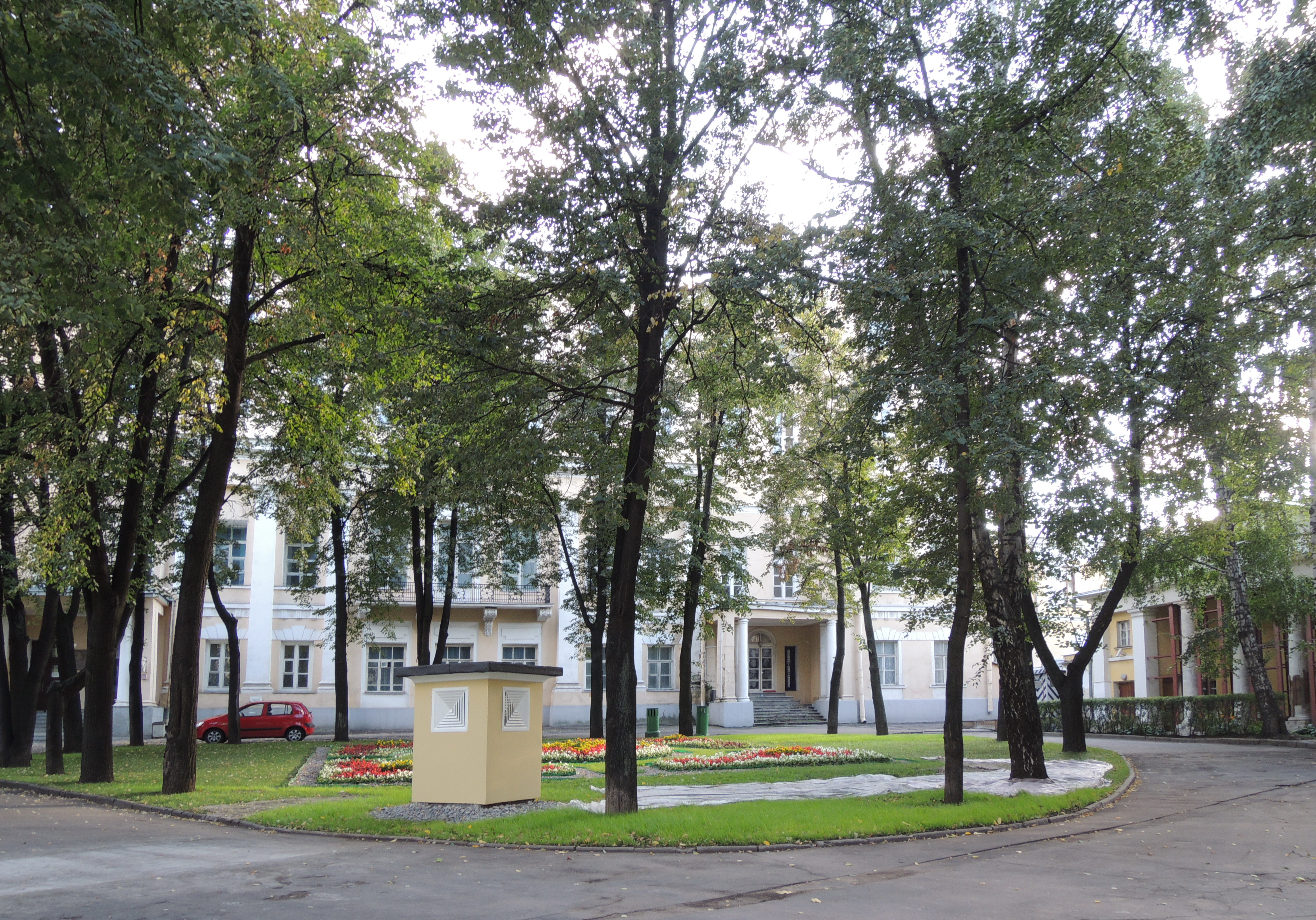
L'Institut dans l'ancien hôtel particulier des Galitzine à Moscou.

L'institut de philosophie de l'Académie des sciences de Russie (Институ́т филосо́фии Росси́йской акаде́мии нау́к) est un institut de recherche de Russie dont le but est la recherche en matière de travaux scientifiques sur les orientations fondamentales et les problèmes actuels de la connaissance philosophique moderne. Jusqu'au 25 septembre 2015, il se trouvait dans l'ancien hôtel particulier des Galitzine à Moscou (voie - pereoulok - Znamenski). Il a emménagé désormais au 12/1 rue Gontcharnaïa. Il est dirigé depuis décembre 2015 par le professeur Andreï Smirnov, succédant au professeur Abdoussalam Gousseïnov.
L'Institut prend son origine de l'Académie socialiste fondée en 1918 qui ouvre une section de philosophie en 1927. L'Institut fait partie du système de l'Académie des sciences de Russie depuis 1991.

## Structure
L'Institut est structuré en plusieurs départements:
- Administration de l'Institut
- Département d'épistémologie et de logique
  - Secteur de la théorie de la théorie de la connaissance
    - Groupe de recherche de la philosophie de la conscience

  - Secteur de logique
  - Secteur de l'épistémologie de l'évolution
  - Secteur de l'épistémologie sociale
- Département de la philosophie de la science et de la technique
  - Secteur des problèmes philosophiques de l'histoire de la science
  - Secteur des problèmes philosophiques des recherches interdisciplinaires
    - Groupe de recherche de la philosophie de la technique

  - Secteur de la philosophie de l'histoire naturelle
  - Centre de méthodologie et d'éthique de la science
  - Centre de biophilosophie et d'écophilosophie
- Département de philosophie sociale et politique
  - Secteur de philosophie sociale
  - Secteur des problèmes philosophiques de la politique
  - Secteur de l'histoire de la philosophie politique
  - Secteur de la philosophie de l'histoire russe
  - Secteur de la philosophie de l'économie
  - Centre d'enseignement des transformations socioculturelles
  - Centre de méthodologie de la connaissance sociale
- Département d'axiologie et d'anthropologie philosophique
  - Secteur d'éthique
  - Secteur de la philosophie des religions
  - Secteur de l'esthétique
  - Secteur d'anthropologie analytique
  - Secteur de l'histoire des études anthropologiques
    - Groupe de recherche des problèmes philosophique de la personne humaine

  - Centre de recherches interdisciplinaires en matière de conscience sociale
- Département de recherches historico-philosophiques
  - Secteur de l'histoire de la philosophie occidentale
  - Secteur de la philosophie occidentale contemporaine
  - Secteur de l'histoire de la philosophie russe
  - Secteur des philosophies orientales
  - Secteur de la philosophie du monde islamique
- Bibliothèque
- Archives scientifiques
- Département des aspirants au doctorat et des doctorants
- Université académique d'État des humanités
- Revue «Вопросы философии» Questions de philosophie
- Revue «Личность. Культура. Общество». Personne. Culture. Société.
- Départements subordonnés directement à la direction
  - Groupe d'organisation des relations avec la communauté philosophique
  - Groupe des problèmes complexes de la politique nationale
  - Groupe de soutien organisationnel de l'Institut de recherche
  - Département des publications

En 2005, l'Institut comptait environ 300 collaborateurs scientifiques.

## Personnalités liées
- Irina Jerebkina, étudiante.